# Seven Persons
Seven Persons es una aldea ubicada en el Condado de Cypress, Alberta, Canadá. Se encuentra aproximadamente a 20 kilómetros (12 millas) al suroeste de Medicine Hat en la carretera 3 y tiene una elevación de 755 metros (2.477 pies).
La aldea está situada en la división censal Nº 1.

## Historia
Fue fundada por Cyril Ogston en el siglo XIX. Fue parte de la gran migración de mormones provenientes de los Estados Unidos en un intento por conseguir libertad religiosa a partir de que en ese país se crearan leyes que no les permitiesen practicar la poligamia, parte de su religión en aquel momento.

## Geografía
Seven Persons se encuentra ubicado en las coordenadas 49°52′27″N 110°54′21″O / 49.87417, -110.90583. Según Statistics Canada, la localidad tiene un área total de 0,5 km² (0,2 mi²).

## Demografía
El Condado de Cypress indica que la población de la aldea de Seven Persons fue de 270 habitantes en el censo de 2011.
Como "lugar designado en el censo de 2011", Seven Persons tenía una población de 231 habitantes que vivían en 92 de sus 98 viviendas en total, un cambio de -3,3% de su población de 239 en 2006. Con una superficie de 0,5 km² (0,19 mi²), teniendo una densidad de población de 460/km² (1,200/mi²) en 2011.
En 2006, Seven Persons tenía una población total de 239 habitantes, los cuales vivían en 86 viviendas. Con una superficie de 0,50 km² (0,19 mi²), teniendo una densidad de población de 475,6/km² (1,232/mi²).